# Colfax (condado de Dunn, Wisconsin)
Colfax es un pueblo ubicado en el condado de Dunn en el estado estadounidense de Wisconsin. En el Censo de 2010 tenía una población de 1.186 habitantes y una densidad poblacional de 13,26 personas por km².

## Geografía
Colfax se encuentra ubicado en las coordenadas 44°59′17″N 91°42′30″O / 44.98806, -91.70833. Según la Oficina del Censo de los Estados Unidos, Colfax tiene una superficie total de 89.45 km², de la cual 88.58 km² corresponden a tierra firme y (0.97%) 0.87 km² es agua.

## Demografía
Según el censo de 2010, había 1.186 personas residiendo en Colfax. La densidad de población era de 13,26 hab./km². De los 1.186 habitantes, Colfax estaba compuesto por el 95.7% blancos, el 0.08% eran afroamericanos, el 0.34% eran amerindios, el 0.25% eran asiáticos, el 0% eran isleños del Pacífico, el 2.19% eran de otras razas y el 1.43% pertenecían a dos o más razas. Del total de la población el 3.37% eran hispanos o latinos de cualquier raza.